# 左馮翊
左馮翊（「馮翊」），为两漢三國时期三輔之一，取义“凭辅京师”，负责管理当时京畿附近地方行政事务，类似太守之职。始于漢武帝改左内史更名左馮翊所置，治所在长安。東漢时治所移至高陵，三國时改为馮翊郡，官名改称馮翊太守。左馮翊既可以指此官名，也可以指所轄地区。

## 建置沿革

### 漢代左馮翊

#### 西漢
故秦內史，高帝元年（前206年）屬塞國，二年（前205年）更名河上郡，九年（前198年）罷，復為內史。武帝建元六年分內史置左內史，太初元年更名左馮翊。
| 西漢左馮翊                                   |            |            |          |                              |
| 西漢郡縣 - 漢平帝元始二年 （2年） 領縣二十四 |            |            |          |                              |
| 縣名                                         | 守尉治所   | 縣治所在地 | 王莽改名 | 備註                         |
| 高陵縣                                       | 左輔都尉治 |            | 千春     |                              |
| 櫟陽縣                                       |            |            | 師亭     |                              |
| 翟道縣                                       |            |            | 渙       |                              |
| 池陽縣                                       |            |            |          | 惠帝四年置。                 |
| 夏陽縣                                       |            |            | 冀亭     | 故少梁，秦惠文王十一年更名。 |
| 衙縣                                         |            |            | 達昌     |                              |
| 粟邑縣                                       |            |            | 粟城     |                              |
| 谷口縣                                       |            |            | 谷喙     |                              |
| 蓮勺縣                                       |            |            |          |                              |
| 鄜縣                                         |            |            | 修令     |                              |
| 頻陽縣                                       |            |            |          | 秦厲公置。                   |
| 臨晉縣                                       |            |            | 監晉     | 故大荔，秦獲之，更名。       |
| 重泉縣                                       |            |            | 調泉     |                              |
| 郃陽縣                                       |            |            |          | 景帝二年置。                 |
| 祋祤縣                                       |            |            |          | 景帝二年置。                 |
| 武城縣                                       |            |            | 桓城     |                              |
| 沈陽縣                                       |            |            | 制昌     |                              |
| 懷德縣                                       |            |            | 德驩     |                              |
| 徵縣                                         |            |            | 泛愛     |                              |
| 雲陵縣                                       |            |            |          | 昭帝置。                     |
| 萬年縣                                       |            |            | 異赤     | 高帝置。                     |
| 長陵縣                                       |            |            | 長平     | 高帝置。                     |
| 陽陵縣                                       |            |            | 渭陽     | 故弋陽，景帝更名。           |
| 雲陽縣                                       |            |            |          |                              |

#### 新朝
新朝始建國天鳳元年（14年），廢三輔，改置京尉、師尉、翊尉、光尉、扶尉、列尉六尉郡，各領十縣，郡官稱大夫。更始元年（23年），恢復漢制。

#### 東漢
東漢初左馮翊遷治高陵縣（今陝西省西安市高陵區西南），領縣有高陵、郃陽、祋祤、粟邑、池陽、雲陽、頻陽、萬年、蓮勺、重泉、臨晉、夏陽、衙縣、長陵、陽陵、櫟陽、翟道、谷口、鄜縣、武城、沈陽、徵縣、雲陵、懷德24縣。建武六年（30年）廢郃陽、祋祤、粟邑、櫟陽、翟道、谷口、鄜縣、武城、沈陽、徵縣、雲陵、懷德12縣。建武十五年（39年），長陵、陽陵2縣移屬京兆尹；永平二年（59年）復置郃陽縣，永元九年（66年）復置祋祤、粟邑2縣。
| 東漢左馮翊                                   |            |            |          |                              |
| 東漢郡縣 - 漢順帝永和五年 （140年） 領縣十三 |            |            |          |                              |
| 縣名                                         | 守尉治所   | 縣治所在地 | 王莽改名 | 備註                         |
| 高陵縣                                       | 左輔都尉治 |            | 千春     |                              |
| 池陽縣                                       |            |            |          | 惠帝四年置。                 |
| 祋祤縣                                       |            |            |          | 景帝二年置。                 |
| 雲陽縣                                       |            |            |          |                              |
| 頻陽縣                                       |            |            |          | 秦厲公置。                   |
| 萬年縣                                       |            |            | 異赤     | 高帝置。                     |
| 蓮勺縣                                       |            |            |          |                              |
| 重泉縣                                       |            |            | 調泉     |                              |
| 臨晉縣                                       |            |            | 監晉     | 故大荔，秦獲之，更名。       |
| 郃陽縣                                       |            |            |          | 景帝二年置。                 |
| 夏陽縣                                       |            |            | 冀亭     | 故少梁，秦惠文王十一年更名。 |
| 衙縣                                         |            |            | 達昌     |                              |
| 粟邑縣                                       |            |            | 粟城     |                              |

建安初，分左馮翊西數縣置左內史郡，左馮翊遷治臨晉（今陝西省大荔縣東朝邑鎮）。建安十八年（213年）以前省左內史郡，併回左馮翊。東漢末，左馮翊領高陵、池陽、雲陽、頻陽、萬年、蓮勺、重泉、臨晉、夏陽、衙、郃陽、祋祤、粟邑13縣。

#### 三國
三國時左馮翊改為馮翊郡，郡治臨晉（今陝西省大荔縣東朝邑鎮），領高陵、池陽、雲陽、頻陽、萬年、蓮芍、重泉、臨晉、夏陽、衙、郃陽、祋祤、粟邑13縣。東漢末時已廢衙縣，黃初元年（220年）高陵縣、池陽縣移屬京兆郡；新置懷德縣（不詳何時），廢雲陽縣（太和、青龍年間）。魏末領臨晉、頻陽、蓮芍、重泉、郃陽、夏陽、粟邑、萬年、祋祤、懷德10縣。
| 曹魏馮翊郡                                 |                      |                                                                   |
| 三國郡縣 - 魏元帝咸熙二年 （265年） 領縣十 |                      |                                                                   |
| 縣名                                       | 縣治所在地           | 備註                                                              |
| 臨晉縣                                     | 今陝西省大荔縣       |                                                                   |
| 頻陽縣                                     | 今陝西省蒲城縣西     |                                                                   |
| 蓮芍縣                                     | 今陝西省蒲城縣南     |                                                                   |
| 重泉縣                                     | 今陝西省蒲城縣東南   |                                                                   |
| 郃陽縣                                     | 今陝西省合陽縣東南   |                                                                   |
| 夏陽縣                                     | 今陝西省韓城市西南   |                                                                   |
| 粟邑縣                                     | 今陝西省白水縣西北   |                                                                   |
| 萬年縣                                     | 今陝西省西安市臨潼區 | 譚其驤《中國歷史地圖集·三國圖組》作京兆郡屬縣。                   |
| 祋祤縣                                     | 今陝西省銅川市耀州區 | 譚其驤《中國歷史地圖集·三國圖組》無此縣。                         |
| 懷德縣                                     | 今陝西省大荔縣東南   | 三國時置縣（不詳何時）。譚其驤《中國歷史地圖集·三國圖組》無此縣。 |
| 雲陽縣                                     | 今陝西省淳化縣西北   | 魏太和、青龍年間廢縣。                                            |
| 衙縣                                       | 今陝西省澄城縣西南   | 漢末魏初時已廢縣。                                                |

#### 西晉
西晉時廢懷德、祋祤2縣，萬年縣移屬京兆郡，京兆郡下邽縣來隸。
| 西晉馮翊郡                                 |                          |              |
| 西晉郡縣 - 晉愍帝建興四年 （316年） 領縣八 |                          |              |
| 縣名                                       | 縣治所在地               | 備註         |
| 臨晉縣                                     | 今陝西省大荔縣           |              |
| 下邽縣                                     | 今陝西省渭南市華州區西北 |              |
| 重泉縣                                     | 今陝西省蒲城縣東南       |              |
| 頻陽縣                                     | 今陝西省蒲城縣西         |              |
| 粟邑縣                                     | 今陝西省白水縣西北       |              |
| 蓮芍縣                                     | 今陝西省蒲城縣南         |              |
| 郃陽縣                                     | 今陝西省合陽縣東南       |              |
| 夏陽縣                                     | 今陝西省韓城市西南       |              |
| 祋祤縣                                     | 今陝西省銅川市耀州區     | 西晉初廢縣。 |
| 懷德縣                                     | 今陝西省大荔縣東南       | 西晉初廢縣。 |

#### 南北朝
北魏時，分京兆郡、馮翊郡置華山郡，夏陽、郃陽二縣改屬華山郡。北魏後期，馮翊郡領高陸、頻陽、萬年、蓮芍、廣陽、鄣六縣。隋朝開皇三年（583年）實行廢郡存州，廢除州下所有的郡。馮翊郡廢除，由同州直轄屬縣。

### 隋代馮翊郡
大業三年（607年）改同州為馮翊郡，治馮翊，領馮翊（治今陝西省大荔縣）、韓城（治今陝西省韓城市）、郃陽（治今陝西省合陽縣）、朝邑（治今陝西省大荔縣朝邑鎮）、澄城（治今陝西省澄城縣）、蒲城（治今陝西省蒲城縣）、下邽（治今陝西省渭南市臨渭區下邽鎮）、白水（治今陝西省白水縣城北37.5里一帶）8縣。

### 唐代馮翊郡
唐朝武德元年（618年）改馮翊郡為同州。天寶元年（742年）復為馮翊郡，下領馮翊（今陝西省大荔縣）、朝邑（今陝西省大荔縣朝邑鎮）、白水（今陝西省白水縣北）、澄城（今陝西省澄城縣）、韓城（今陝西省韓城市）、郃陽（今陝西省合陽縣）、河西（武德三年置縣，今陝西合陽縣東黃河沿岸一帶）7縣。乾元三年（780年）又改為同州，至此馮翊郡之名不復存在。

## 人口
按《漢書》载,漢平帝元始二年共轄：二十四城，戶二十三萬五千一百一，口九十一萬七千八百二十二。
《後漢書》载,漢順帝永和五年共轄：十三城，戶三萬七千九十，口十四萬五千一百九十五。
《隋書》載，隋殤帝大業五年共轄：八縣，戶九萬一千五百七十二。
《通典》載，唐天寶年間共轄：七縣，戶五萬八千五百六十一，口三十八萬五千五百六十。

## 行政長官

### 左馮翊（前104年－9年）
- 殷周，漢武帝太初元年（前104年）出任。
- 韓不害，漢武帝天漢四年（前97年）出任。
- 賈勝胡，漢昭帝元鳳元年（前80年）出任，三年（前78年）坐縱謀反者棄市。
- 田廣明，字子公，京兆尹鄭縣人。漢昭帝元鳳三年（前78年）至元平元年（前74年）在任。
- □武，漢昭帝元平元年（前74年）出任。
- 宋疇，漢宣帝本始四年（前70年）在任。
- □延，漢宣帝本始四年（前70年）至地節三年（前67年）在任。
- □官，漢宣帝地節三年（前67年）出任。
- □讓，漢宣帝地節四年（前66年）出任。
- 蕭望之，字長倩，東海郡蘭陵縣人，漢宣帝元康二年（前64年）至神爵元年（前61年）在任。
- □彊，漢宣帝神爵元年（前61年）至三年（前59年）在任。
- 韓延壽，字長公，燕國人。漢宣帝神爵三年（前59年）至五鳳元年（前57年）在任，下獄棄市。
- □信，漢宣帝五鳳元年（前57年）守。
- □延壽，漢宣帝五鳳二年（前56年）守。
- 辛柔，西漢中葉任。
- □充郎，漢宣帝甘露二年（前52年）守。
- □常，漢宣帝黃龍元年（前49年）出任。
- □延免，漢元帝初元二年（前47年）守。
- 嚴彭祖，漢元帝初元五年（前44年）至永光二年（前42年）在任。
- 馮野王，字君卿，上黨郡潞縣人，漢元帝永光二年（前42年）至建昭二年（前37年）在任。
- 郭延，漢元帝建昭二年（前37年）出任。
- 畢衆，漢成帝建始元年（前32年）出任。
- 浩賞，漢成帝建始四年（前29年）至河平元年（前28年）在任。
- 韓勳，字長賔，京兆尹杜陵縣人。漢成帝河平元年（前28年）至三年（前26年）在任。
- □武，漢成帝河平三年（前26年）出任。
- 薛宣，字贛君，東海郡郯縣人。漢成帝陽朔元年（前24年）至四年（前21年）在任。
- 趙增壽，字禪公。漢成帝鴻嘉元年（前20年）至二年（前19年）在任。
- 滿黔，字子橋，右扶風茂陵縣人。漢成帝鴻嘉二年（前19年）至永始二年（前15年）在任。
- 朱博，字子元，京兆尹杜陵縣人。漢成帝永始二年（前15年）至三年（前14年）在任。
- 龐真，字稺孫，京兆尹杜陵縣人。漢成帝永始三年（前14年）至元延元年（前12年）在任。
- 徐讓，字子張。漢成帝元延元年（前12年）至綏和元年（前8年）在任。
- 遂義，字子贛，琅邪郡人。漢成帝綏和元年（前8年）出任，坐選舉免。
- 方賞，字君賔，東海郡人，漢哀帝建平元年（前6年）至三年（前4年）在任。
- 左威，漢哀帝建平三年（前4年）至元壽二年（前1年）在任。
- 方賞，字君賔，東海郡人，漢平帝元壽二年（前1年）至元始元年（1年）在任。
- 張嘉，漢平帝元始元年（1年）出任。
- 匡咸，字子期，東海郡承縣人。漢平帝元始三年（3年）出任。
- 孫信，字子儒，沛郡人。漢平帝元始四年（4年）出任。
- 郝黨，字子嚴，南陽郡人。漢平帝元始五年（5年）出任。[13]

### 左馮翊（23年－220年）
- 郭伋，字細侯，扶風茂陵人，漢更始帝時在任。[14]
- 王丹，字仲回，京兆下邽人，漢光武帝建武初領。[15]
- 張湛，字子孝，扶風平陵人，漢光武帝建武五年（29年）離任。[15]
- 鮮于褒，漢光武帝建武十一年（35年）在任。
- 蓋延，字巨卿，漁陽要陽人，漢光武帝建武十一年（35年）至十五年（39年）在任。[16]
- 郭丹，字少卿，南陽穰人，漢明帝永平三年（60年）離任。[15]
- 孫堪，字子稚，河南緱氏人。[17]
- 鄭眾，字仲師，河南開封人，漢章帝建初六年（81年）離任。[18]
- 劉均，沛國人，漢章帝建初七年（82年）前後在任。[19]
- 應順，漢和帝永元六年（94年）在任。
- 張郴，汝南人，漢和帝時在任。[20]
- 司馬鈞，漢安帝元初二年（115年）下獄，自殺。[21]
- 陳禪，字紀山，巴郡安漢人，漢安帝時在任。[22]
- 衡農，漢安帝前後在任。
- 滕撫，字叔輔，北海劇人，漢質帝永嘉元年（145年）出任。[23]
- 梁並，漢桓帝時在任。[24]
- 延篤，字叔堅，南陽犨人，漢桓帝時在任。[25]
- 趙謙，漢桓帝永康元年（167年）前後在任。[26]
- 衡□，漢靈帝熹平六年（177年）在任。
- 宋翼，太原人，漢獻帝初平三年（192年）被殺。[27]
- 賈詡，漢獻帝初平三年（192年）任。
- 韓斌，漢獻帝建安元年（196年）前後在任。[28]
- 邢顒，字子昂，河間鄚人，漢獻帝建安中在任。[29]
- 鄭渾，字文公，河南開封人，漢獻帝建安中在任。[30]
- 登道，不知何帝時。

### 馮翊太守（220年－501年）
- 束龕，陽平元城人。[31]
- 范晷，字彥長，南陽順陽人，晉武帝時在任。[32]
- 孫楚，字子荊，太原中都人，晉惠帝元康三年（293年）卒官。[33]
- 歐陽建，字堅石，勃海南皮人，晉惠帝元康六年（296年）前後在任。[34]
- 張方，河間人，晉惠帝永安元年（304年）在任。[35]
- 張輔，字世偉，南陽西鄂人，晉惠帝永興元年（304年）至二年（305年）在任。[35]
- 江瓊，字孟琚，陳留濟陽人，晉懷帝永嘉中在任。[36]
- 索綝，字巨秀，敦煌人，晉懷帝永嘉中在任。[35]
- 梁緯，晉懷帝永嘉六年（312年）前後在任。[35]
- 梁肅，晉愍帝建興三年（315年）城陷出奔。[37]
- 韋華，前秦宣昭帝時在任。[38]
- 仇騰，前秦宣昭帝建元二十一年（385年）出任。[39]
- 韋謙，西燕威帝更始元年（385年）在任。[40]
- 蘭櫝，前秦高帝太初二年（387年）前後在任。[41]
- 郭質，馮翊人，前秦高帝太初二年（390年）出任。[41]
- 田背，馮翊人，後秦時在任。[42]
- 毛德祖，滎陽陽武人，晉安帝義熙十三年（417年）在任。[43]
- 王鎮惡，北海劇人，晉安帝義熙十三年（417年）至十四年（418年）領，被殺。[44]
- 張偉，字仲業，小名翠螭，太原中都人，北魏太武帝時在任。[45]
- 韋真憙，京兆杜陵人，北魏前期在任。[46]
- 李子預，字元愷，中山盧奴人，北魏孝文帝太和中帶。[47]
- 辛顯崇，隴西狄道人。[48]
- 王安祖，太原祁人。[49]

### 馮翊相（501年－528年）
- 房伯玉，清河繹幕人，北魏宣武帝時在任。[50]

### 馮翊太守（528年－557年）
- 宇文盛，字保興，代人，西魏文帝大統中在任。[51]
- 厙狄昌，字恃德，神武人，西魏文帝大統中在任。[52]
- 王子直，字孝正，京兆杜陵人，西魏文帝大統十五年（549年）至十六年（550年）行郡事。[48]

### 馮翊郡守（557年－583年）
- 裴定，河東聞喜人，北周時在任。[53]
- 李孝貞，字元操，趙郡柏人人，隋文帝開皇元年（581年）至三年（583年）在任。[54]

### 馮翊郡太守（607年－618年）
- 蕭造，隋煬帝大業十三年（617年）以郡降於李淵。[55]

### 馮翊郡太守（742年－758年）
- 崔璘，唐玄宗天寶中在任。
- 薛献童，唐玄宗天寶中在任。
- 韦济，唐玄宗天寶十一載（752年）在任。
- 裴宽，唐玄宗天寶十二載（753年）至十三載（754年）在任。
- 李彭年，唐玄宗天寶十四載（755年）在任。
- 萧贲，唐肅宗至德元載（756年）至二載（757年）在任。
- 王凤佚，唐肅宗至德二載（757年）在任。
- 颜真卿，字清臣，京兆萬年人，唐肅宗至德二載（757年）至乾元元年（758年）在任。

## 國主
- 馮翊郡開國惠公源懷，501年－506年在位。
  - 馮翊郡開國公源規。
    - 馮翊郡開國公源肅。
      - 馮翊郡開國公源紹景。？－528年在位。[56][57]

### 書籍
- 班固，《漢書》，維基文庫
- 范曄，《後漢書》，維基文庫
- 房玄齡，《晉書》，維基文庫
- 杜祐，《通典》，維基文庫
- 孔祥軍，《三國政區地理研究》，南京：南京大學歷史系
- 孔祥軍，《晉書地理志校注》，北京：新世界出版社